# Ellen Fiedler
Ellen Fiedler, nata Neumann (Demmin, 26 novembre 1958), è un'ex ostacolista tedesca, vincitrice di una medaglia di bronzo ai Giochi olimpici di Seul 1988.

## Palmarès
| Anno | Manifestazione  | Sede      | Evento   | Risultato | Prestazione | Note  |
| ---- | --------------- | --------- | -------- | --------- | ----------- | ----- |
| 1980 | Mondiali        | Sittard   | 400 m hs | Argento   | 54"56       |       |
| 1983 | Mondiali        | Helsinki  | 400 m hs | Bronzo    | 54"55       |       |
| 1983 | Mondiali        | Helsinki  | 4×400 m  | Oro       | 3'19"73     | [ 1 ] |
| 1986 | Europei         | Stoccarda | 400 m hs | 6ª        | 54"90       |       |
| 1988 | Giochi olimpici | Seul      | 400 m hs | Bronzo    | 53"63       |       |

## Altre competizioni internazionali
1981
- Oro in Coppa del mondo ( Roma), 400 m hs - 54"82
- Coppa Europa di atletica leggera ( Zagabria)
- Oro in Coppa Europa ( Zagabria), 400 m hs - 54"90

1983
- Coppa Europa di atletica leggera ( Londra)
- Oro in Coppa Europa ( Londra), 400 m hs - 54"20

1986
- Bronzo ai Goodwill Games ( Mosca), 400 m hs - 54"80